# هانا فالنتين
هاناه فالنتين (بالإنجليزية: Hannah Valantine)‏ هي كبيرة موظفي تنوع القوة العاملة العلمية في معاهد الصحة الوطنية في الولايات المتحدة الأمريكية.

## سيرتها الذاتية
وُلدت فالنتين في دولة غامبيا الأفريقية، وأمضت طفولتها في العاصمة بانجول. ولاحقاً، انتقلت وعائلتها إلى لندن، حيث انتُخب والدها لمنصب المفوض السامي لدولة غامبيا في المملكة المتحدة. وهناك، درست فالنتين الكيمياء الحيوية في كلية تشيلسي في جامعة لندن، وتخرجت من المدرسة الطبية في مشفى القديس جورج عام 1978.

## سيرتها المهنية
بعد أن تخرجت فالنتين من المدرسة الطبية، أكملت دراسات ما بعد التخرج في طب القلب في مستشفى برومبتون ومستشفى هامرسميث، في مدينة لندن. وتذكر فالنتين أن قرارها بدخول هذا المجال أثار ارتياب زملائها، فلم يوجد في المملكة المتحدة سوى امرأتين متخصصتين في طب القلب في تلك الفترة.
وبعد أن أنهت فالنتين مرحلة الإقامة (تدريبها الطبي)، أصبحت زميلة في جامعة ستانفورد، وعملت مع نورمان شَمواي، وهو من الرائدين في مجال زراعة القلب. ثم أصبحت فالنتين بروفيسورة في طب القلب ضمن مدرسة طب جامعة ستانفورد، وذلك في عام 1989، ثم حصلت على منصب أستاذ بروفيسور (أستاذ متفرغ) عام 2001.
شغلت فالنتين منصب عميد مشارك أقدم في لتنوّع وتطوير هئية تدريس مدرسة طب جامعة ستانفورد، وذلك عام 2005. وأوضحت، عند تقلدها هذا المنصب، ضرورةَ الإرشاد والانخراط الاجتماعي لتطوير المستقبل المهني للشباب ضمن هيئة التدريس ، وقدّمت نفسها كمثالٍ عن الأم الموظفة ليستفيد العلماء الأصغر من تجربتها.
بين عامي 2009 و2010، كانت فالنتين زميلة أبحاث في معهد كليمان في ستانفورد للأبحاث الجندرية. واختيرت عام 2010 من بين 6 متقدمين للحصول على جوائز “باثفايندر” من معاهد الصحة الوطنية بالولايات المتحدة الأميركية، والتي كانت تتمحور حول دراسة وضع المرأة المتدني في مناصب الطب البيولوجي في الولايات المتحدة الأميركية.
وتصف فالنتين سعيها للابتكار بكونه أساس مهنتها –أي الابتكار في مجال زراعة القلب، وفي بذل الجهود الكافية لإحداث تنوّعٍ في القوى العاملة ضمن مجال أبحاث الطب البيولوجي.

## رئاسة معاهد الأبحاث الطبية في الولايات المتحدة الأمريكية
في عام 2014، أعلن رئيس معاهد الصحة الوطنية في الولايات المتحدة، فرانسيس كولينز، عن تعيين فالنتين كأول رئيسة قسم لتنوع القوى العاملة العلمية في معاهد الصحة الوطنية، وهو منصب جديد هدفه إحداث تنوّع في طاقم العاملين ضمن مجال الطب البيولوجي. وحصلت فالنتين أثناء توليها هذا المنصب على جائزة عام 2014 تُقدّر بنحو 31 مليون دولار لتطوير الانتشار والتنمية المهنية لمساعدة الأعضاء والعلماء من المجموعات السكانية ضعيفة التمثيل. وتشغل فالنتين أيضاً منصب باحث كبيرٍ في إحدى مختبرات المعهد الوطني للقلب والرئة والدم في بيثيسدا ضمن ولاية ماريلاند الأميركية.